# Hotel Neptun

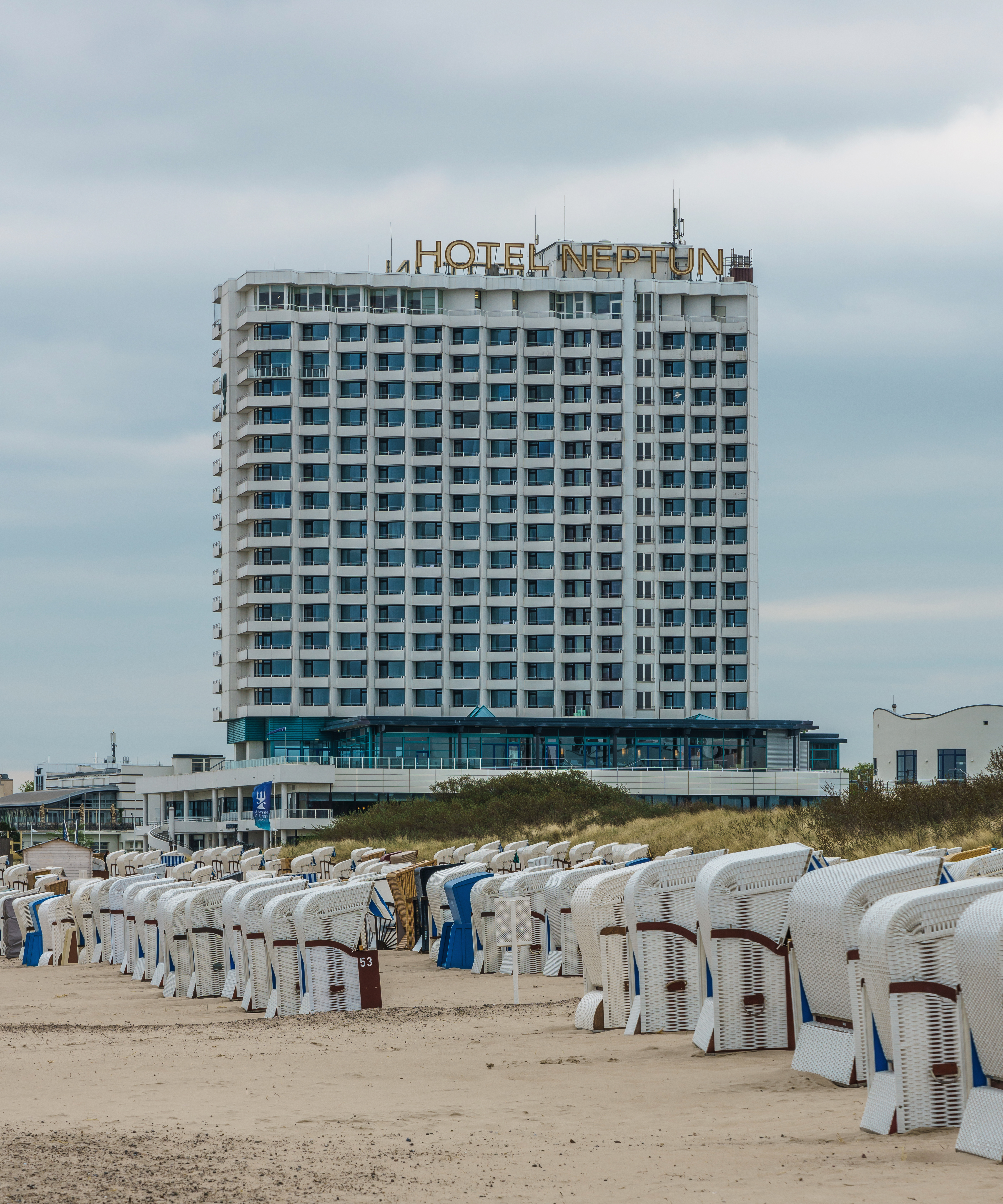
Hotel Neptun i Warnemünde.

Hotel Neptun är ett hotell vid stranden i Warnemünde i Rostock, Tyskland.
Hotel Neptun (Arkitekter: Jaenecke & Samuelson) utvecklades under DDR-tiden till något mytiskt (ty. "Mythos") hos den östtyska befolkningen.[källa behövs] Detta lyxhotell där bland annat Fidel Castro bott under en vistelse i DDR stannade för de flesta östtyskar vid att vara en dröm. Hotellet byggdes med idén om att den östtyske arbetaren med familj skulle kunna åka på semester till den tyska östersjökusten. Efterfrågan var långt större än tillgången och bara ett fåtal fick möjligheten att varje år åka till Hotel Neptun och uppleva en annan värld med mat i överflöd och en smak av väst.
Efter Tysklands återförening drivs Hotel Neptun i privat regi och har fortsatt att vara populärt.
Steffen Schneiders dokumentär Warnemünde - Fünf Sterne für's Volk visar Hotell Neptuns historia.